# Skärholmen (tunnelbanestation)
Skärholmen är en station inom Stockholms tunnelbana. Den trafikeras av röda linjen och ligger mellan stationerna Sätra och Vårberg. Stationen ligger i Skärholmsterrassens byggnad, cirka fem meter under marken, vid Skärholmsgången/Skärholmstorget, 11,7 kilometer från stationen Slussen.  Stationen öppnades den 1 mars 1967. Den har två biljetthallar, vardera med en entré. I anslutning till stationens östra uppgång finns en mindre bussterminal.
Konstnärlig utsmyckning på perrongen: en plats i New Mexico, USA, avbildad i 23 bilder från soluppgång till solnedgång av konstnären Ulf Wahlberg, 1990. De 23 målningarna ersattes med reproduktioner år 2005.
På norra sidan av stationen från Ekholmsgatan finns en bergbana, en bana med ett kabeldrivet spårgående fordon. Den är 63 meter lång och invigdes 2001.

## Bilder

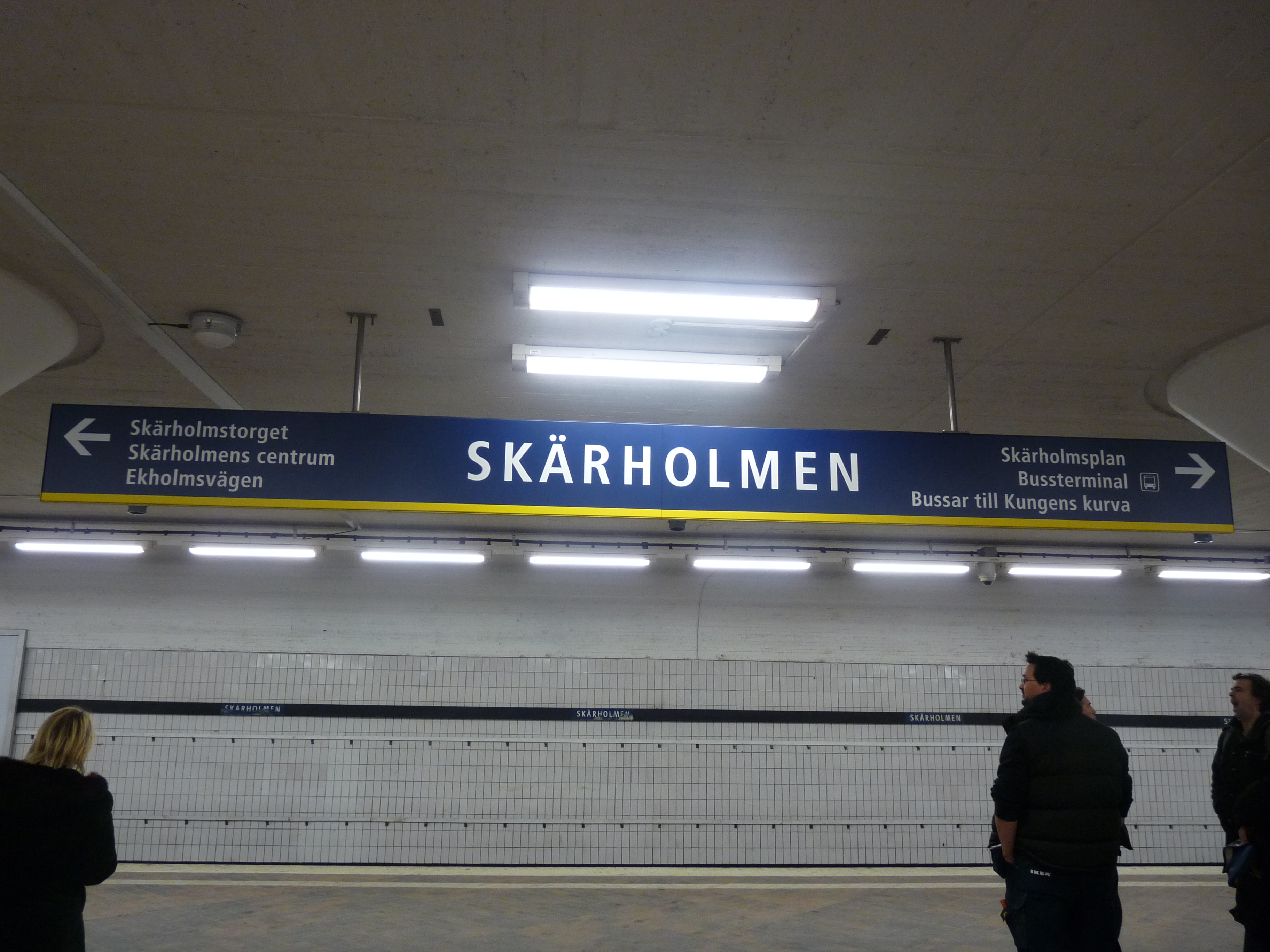
Vägvisare på stationen.
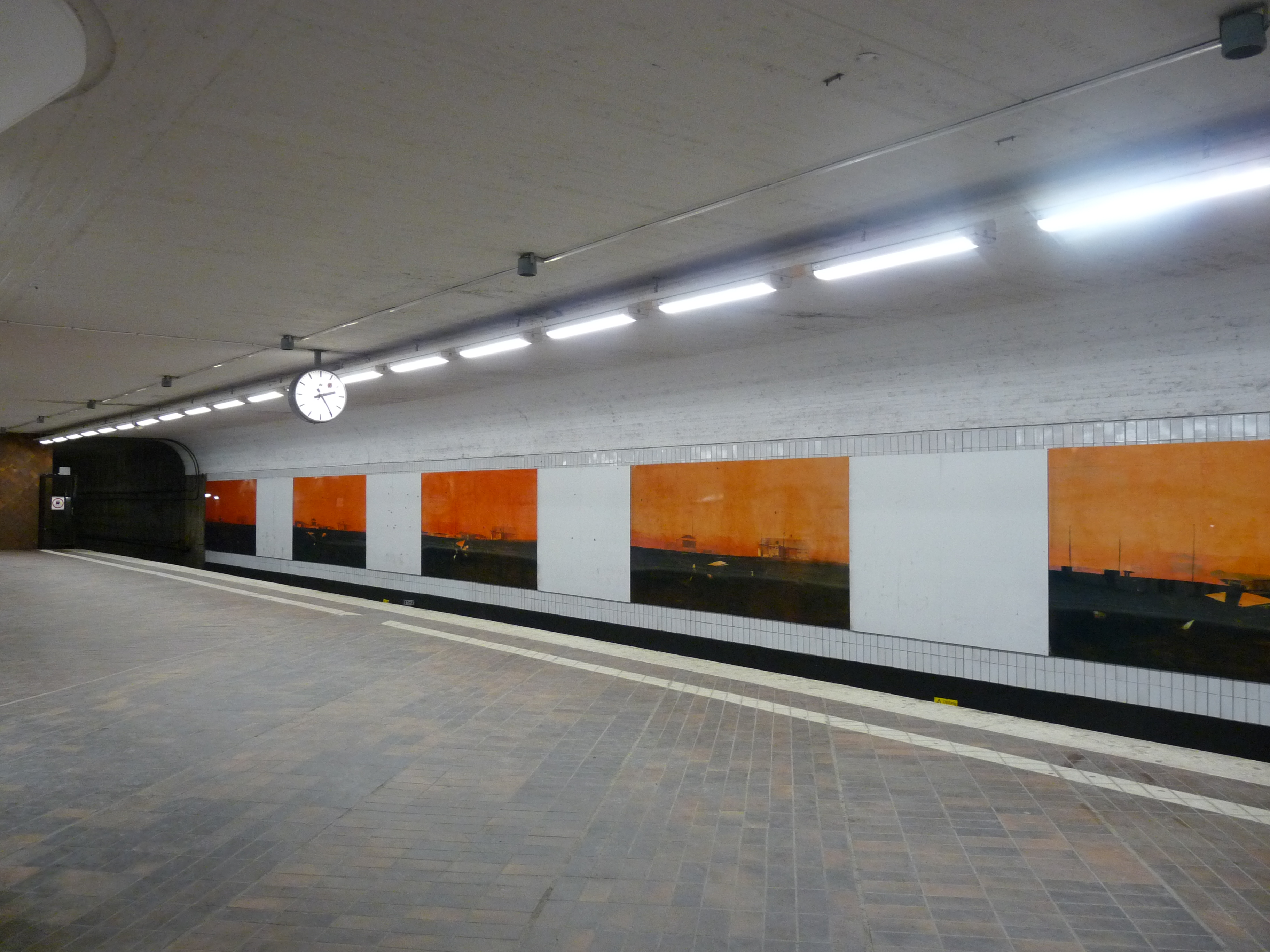
Perrongen och målningarna.
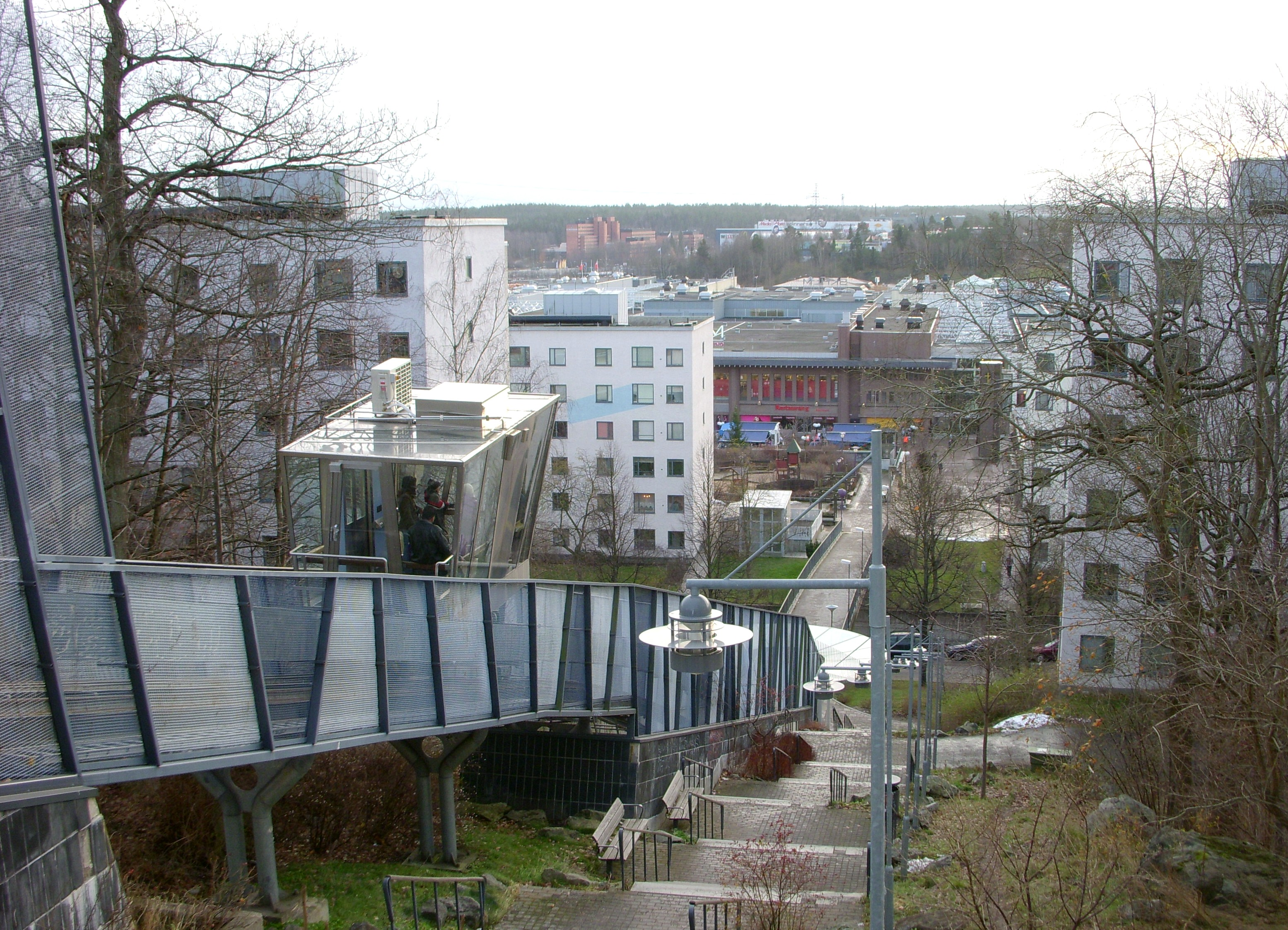
Bergbanan
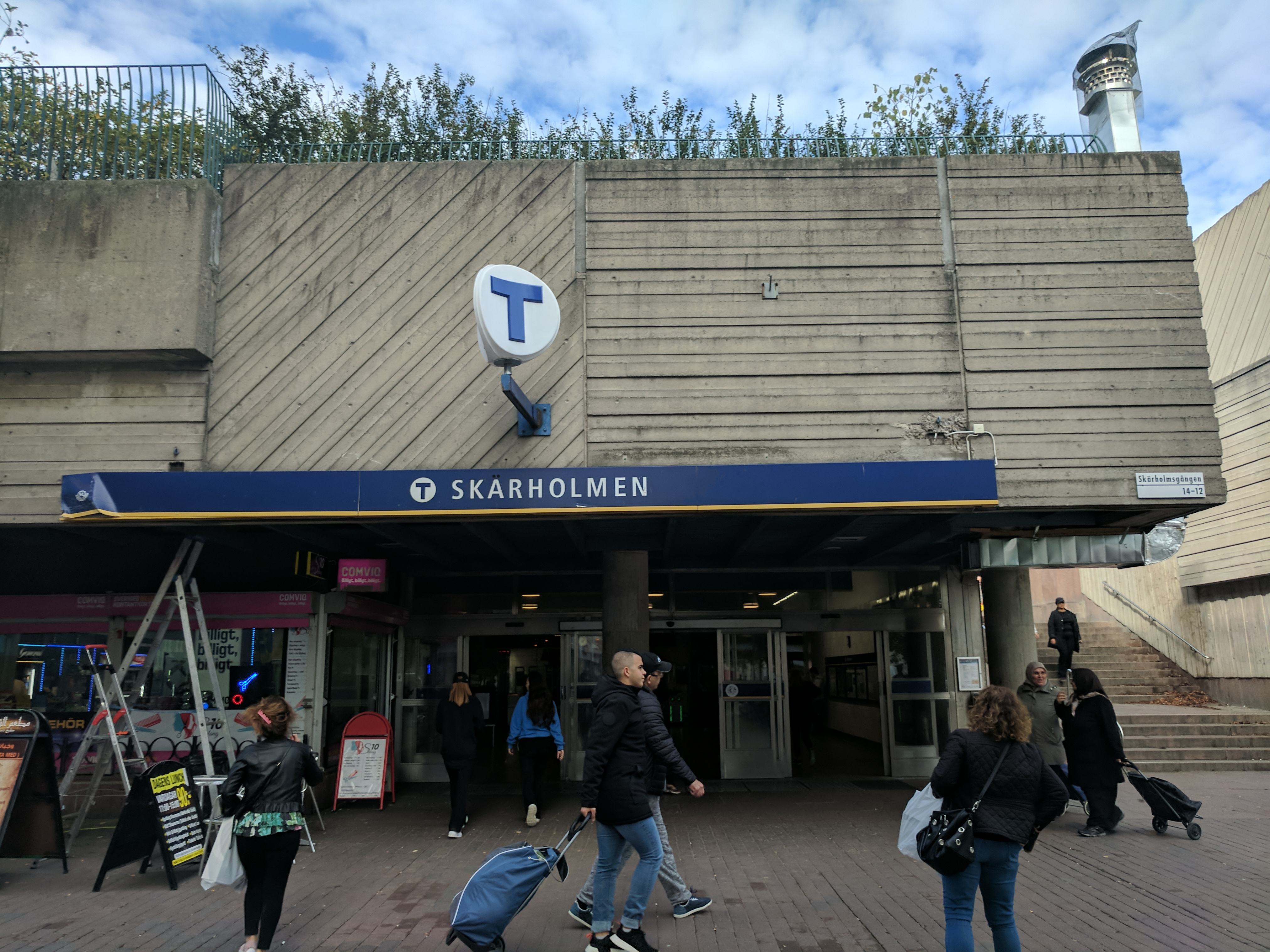
Ingång
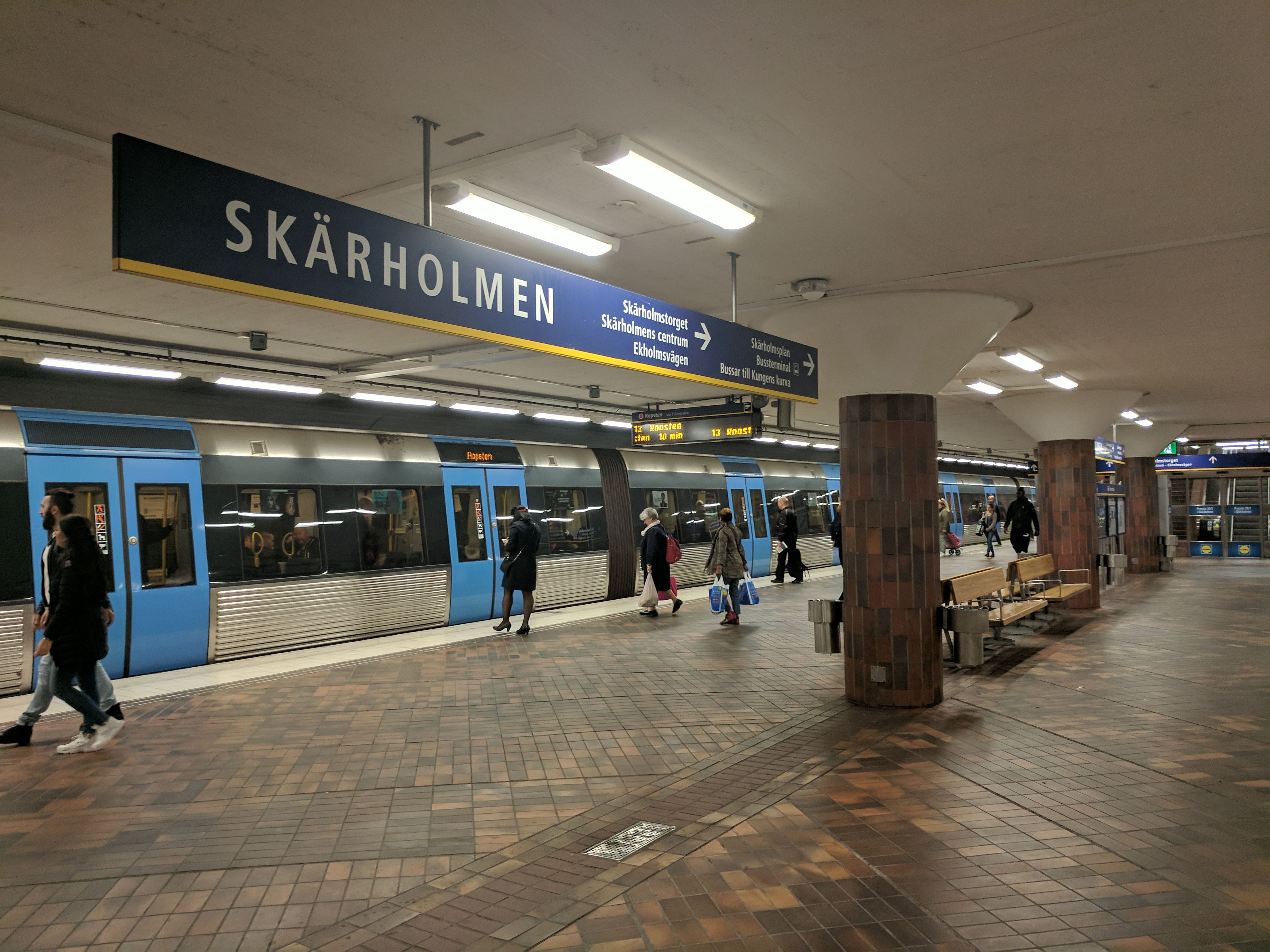
Plattformen
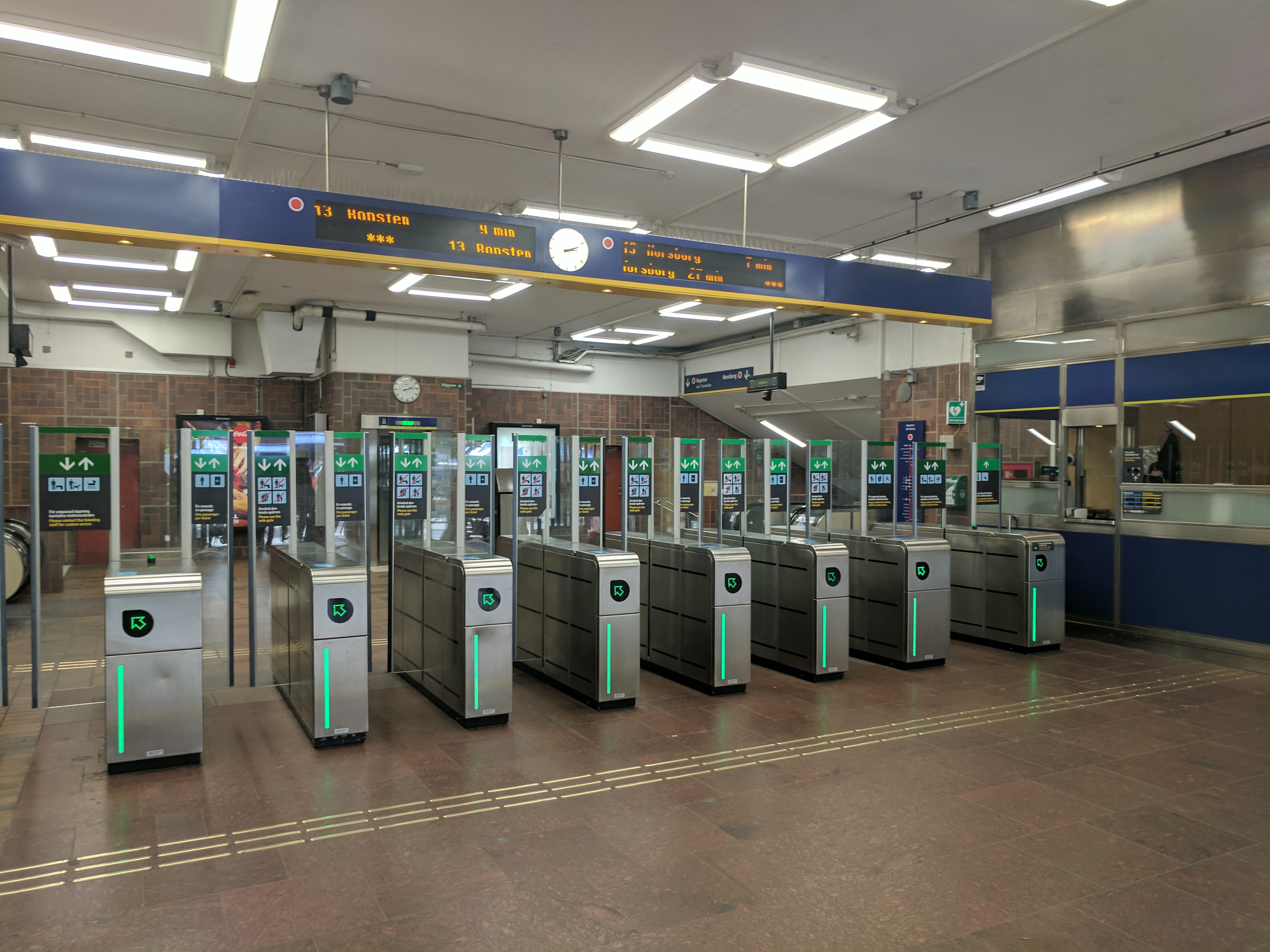
Biljetthallen
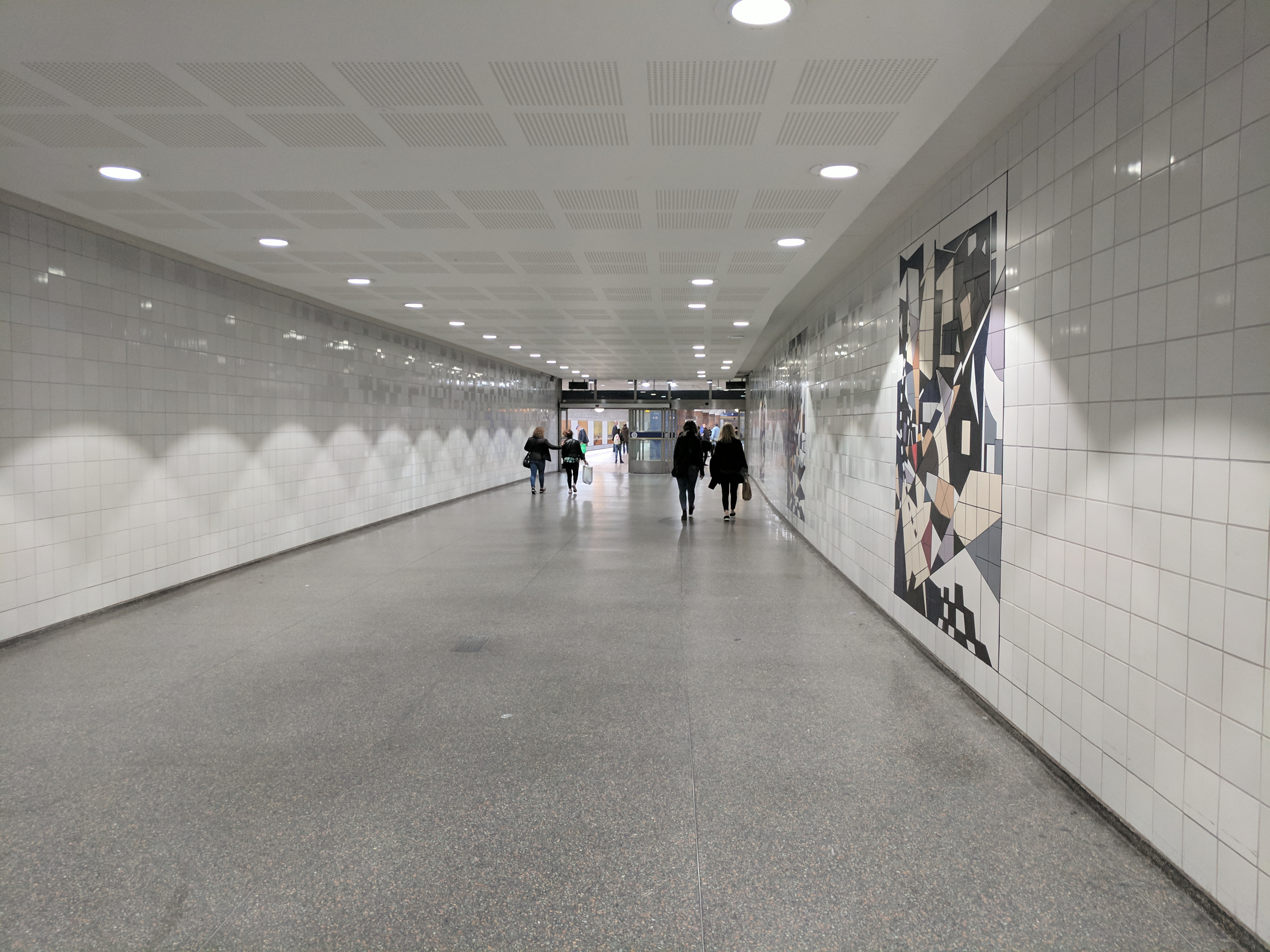
Gångtunnel
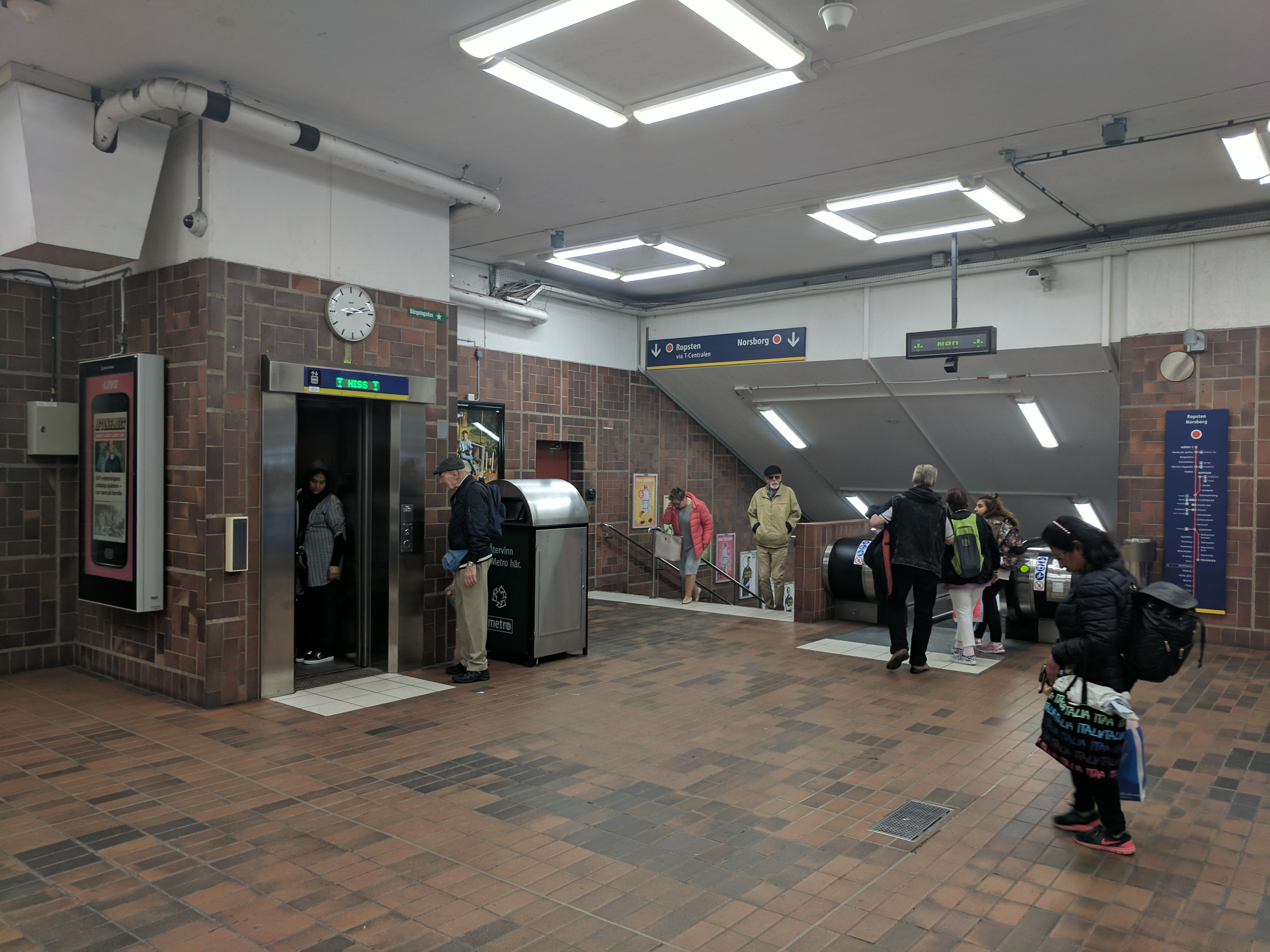
Biljetthallen